# Cesare Cantù
Cesare Cantù (pronúncia italiana: [ˈtʃeːzare kanˈtu, ˈtʃɛː-]; Brivio, 5 de dezembro de 1804 — Milão, 11 de março de 1895) foi um historiador italiano.

## Biografia
Cantù nasceu em 5 de dezembro de 1804 em Brivio, na Lombardia. Estudou em Milão, no Colégio de São Alexandre Barnabita, e iniciou sua carreira como professor. Seu primeiro ensaio literário (1828) foi um poema romântico intitulado Algiso, e no ano seguinte ele produziu uma Storia della città e della diocesi di Como em dois volumes (Como, 1829). A morte de seu pai então o deixou no comando de uma grande família, e ele trabalhou muito como professor e escritor para sustentá-los. Sua prodigiosa atividade literária o levou a cair sob as suspeitas da polícia austríaca, que pensava que ele era membro da Jovem Itália, e ele foi preso em 1833.

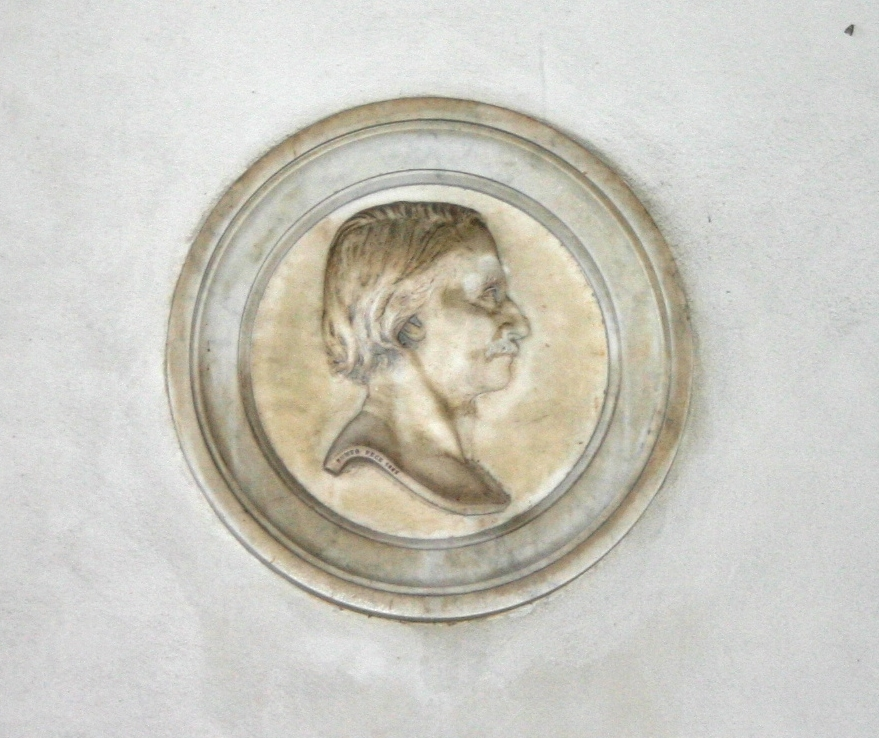
Cesare Cantù

Enquanto estava na prisão, os materiais de escrita foram negados a ele, mas ele conseguiu escrever em trapos com um palito de dente e fumaça de vela, e assim compôs o romance Margherita Pusterla (Milão, 1838). Em sua libertação um ano depois, como ele foi proibido de ensinar, a literatura tornou-se seu único recurso. Em 1836, o editor turino, Giuseppe Pomba, encarregou-o de escrever uma história universal, o que a sua vasta leitura lhe permitiu fazer. Em seis anos, o trabalho foi concluído em setenta e dois volumes, e imediatamente alcançou uma popularidade geral; o editor fez uma fortuna com isso, e os royalties de Cantù atingiram, diz-se, trezentos mil liras (doze mil libras).

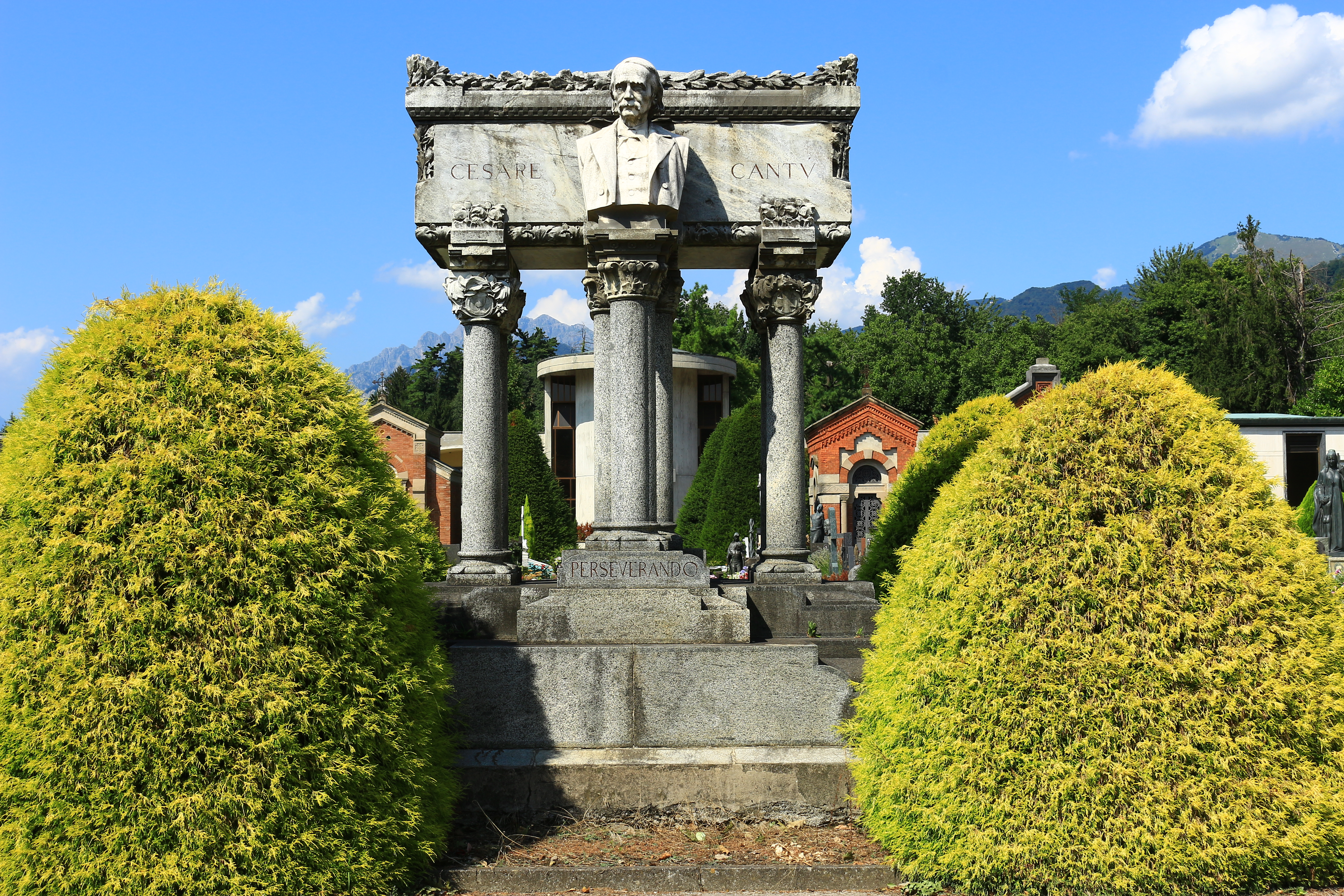
Grave of Cesare Cantù in the cemetery of his hometown, Brivio

Pouco antes da revolução de 1848, sendo avisado de que seria preso, fugiu para Turim, mas depois dos Cinco Dias voltou a Milão e editou um jornal chamado La Guardia Nazionale. Entre 1849 e 1850 publicou sua Storia degli Italiani (Turim, 1855) e muitas outras obras. Em 1857, o arquiduque Maximiliano tentou conciliar os milaneses com a promessa de uma constituição, e Cantù foi um dos poucos liberais que aceitou o ramo de oliveira e andou na companhia do arquiduque. Este ato foi considerado traição e causou muito aborrecimento a Cantù nos anos posteriores. Ele continuou sua atividade literária após a formação do reino italiano, produzindo volume após volume até sua morte. Por um curto período foi membro do parlamento italiano; fundou a sociedade histórica lombarda e foi nomeado superintendente dos arquivos lombardos.
Cantù morreu em Milão em 11 de março de 1895. Ele foi enterrado em sua cidade natal de Brivio.